# Apionichthys finis
Espèce
Apionichthys finis est une espèce de poissons pleuronectiformes de la famille des Achiridae qui se rencontre en Amérique du Sud au niveau de l'Essequibo.